# Braunes
O bairro das Braunes, também conhecido como alto das Braunes é um bairro fluminense de alto padrão, que se localiza na parte alta de um dos vários morros ao redor do centro da cidade de Nova Friburgo.
O bairro Braunes foi criado pelo Projeto de Lei 4.488/09, que oficializou os nomes dos bairros de Nova Friburgo, do 1º e 6º distritos. Posteriormente esta lei tornou-se a Lei Municipal número 3.792/09.
O bairro das Braunes está localizado na zona central de Friburgo, e um dos mais ricos da cidade. É um bairro nobre e valorizado por ter alta qualidade de vida. Tem boa quantidade de comércio e serviços, e é considerado tranquilo. Também é um bairro "verde" por ter muitas árvores. É majoritariamente residencial, mas hoje possui unidade da universidade Estácio de Sá, que congrega alunos de vários municípios fluminenses e até de outros estados.